# Carl Ramon Soter von Lederer
Carl Ramon Soter von Lederer (Cadice, 22 aprile 1817 – Gorizia, 16 settembre 1890) è stato un diplomatico e nobile austriaco.

## Biografia
Carl von Lederer era figlio del console generale austriaco a Cadice (Spagna), Alois von Lederer, città in cui lo stesso Carl nacque nel 1817. Nel 1819 si portò a vivere a New York con la sua famiglia e successivamente giunse in Austria nel 1826 per compiere i propri studi. Nel 1839 entrò nel servizio diplomatico nazionale, divenendo segretario di legazione a Copenaghen nel 1847 e chargée d'affaires imperiale nel ducato di Modena ed in quello di Parma nel 1852. Nel 1855 assunse la direzione del Consolato Generale austriaco a Varsavia.
Dal 1863 al 1868 fu ambasciatore imperiale presso le città anseatiche e dal 1868 al 1874 fu ambasciatore austriaco negli Stati Uniti. Si ritirò a vita privata nel 1875 e si trasferì a Gorizia dove morì nel 1886.